# Anachemmis
Anachemmis là một chi nhện trong họ Zoropsidae.

## Các loài
- Anachemmis aalbui Platnick & Ubick, 2005
- Anachemmis beattyi Platnick & Ubick, 2005
- Anachemmis jungi Platnick & Ubick, 2005
- Anachemmis linsdalei Platnick & Ubick, 2005
- Anachemmis sober Chamberlin, 1919}}